# Waverly (Kentucky)
Pour les articles homonymes, voir Waverly.
Waverly est une ville américaine située dans le comté d'Union, dans le Kentucky. Selon le recensement de 2020, sa population est de 311 habitants.